# Пајн Ајланд (Тексас)
Пајн Ајланд (енгл. Pine Island) град је у америчкој савезној држави Тексас. По попису становништва из 2010. у њему је живело 988 становника.

## Демографија
Према попису становништва из 2010. у граду је живело 988 становника, што је 139 (16,4%) становника више него 2000. године.
| Група             | 2000.       | 2010.       |
| Белци             | 552 (65,0%) | 490 (49,6%) |
| Афроамериканци    | 103 (12,1%) | 118 (11,9%) |
| Азијати           | 5 (0,6%)    | 1 (0,1%)    |
| Хиспаноамериканци | 187 (22,0%) | 363 (36,7%) |
| Укупно            | 849         | 988         |